# 周孟簡
周孟簡（1378年—1430年），名伟，以字行，號竹磵，江西吉安府吉水縣人，明朝政治人物。

## 生平
永樂元年（1403年），周孟簡與從兄周述、弟周仲舉同登癸未科江西鄉試舉人，二年（1404年）聯捷甲申科一甲第三名進士（探花），從兄周述為同榜一甲第二名（榜眼）。授翰林院編修，遷詹事府府丞，出為襄王府長史。